# Zimmerschied
Zimmerschied ist eine Ortsgemeinde im nördlichen Rhein-Lahn-Kreis in Rheinland-Pfalz. Sie gehört der Verbandsgemeinde Bad Ems-Nassau an.

## Geographie
Zimmerschied liegt im Naturpark Nassau am Südhang des Westerwaldes auf einer Höhe von ca. 460 m ü. NHN.

## Geschichte
Zimmerschied wurde 1398 erstmals urkundlich erwähnt und gehörte zum Kirchspiel und Gericht Dausenau. Landesherren waren verschiedene Linien des Hauses Nassau. Ende des 18. Jahrhunderts gehörte der Ort zu Nassau-Weilburg und ab 1806 zum Herzogtum Nassau.
Für 1775 ist ein eigener Bürgermeister belegt, für 1818 ein Schultheiß. 1774 und 1801 brannten jeweils große Teile des Dorfes ab. 1748 gab es eine Filiale der Kirchspielschule in Dausenau. Die Aufteilung des Schulvermögens im Jahr 1829 deutet darauf hin, dass Zimmerschied spätestens in diesem Jahr aus der engen Bindung an den Nachbarort gelöst wurde. 1837 wurde ein eigenes Schulgebäude fertiggestellt.
Eine erste Einwohnerzählung im Jahr 1629 verzeichnet sechs Ehen im Ort. 1643 sind zehn Personen verzeichnet. Zum Ende des Dreißigjährigen Krieges war Zimmerschied offenbar wüst gefallen und die Bewohner waren größtenteils in das befestigtze Dausenau geflohen. Für 1658 sind wieder 14 Einwohner verzeichnet, von denen drei noch in Dausenau lebten. 1746 sind elf Haushalte verzeichnet, 1819 84 Einwohner, 1864 werden 123, 1912 83, 1939 67 und 1950 79 Einwohner genannt.

## Politik

### Gemeinderat
Der Gemeinderat in Zimmerschied besteht aus sechs Ratsmitgliedern, die bei der Kommunalwahl am 9. Juni 2024 in einer Mehrheitswahl gewählt wurden, und dem ehrenamtlichen Ortsbürgermeister als Vorsitzendem.

### Bürgermeister
Ortsbürgermeister von Zimmerschied ist seit 2019 Michael Drees. Er ist Nachfolger von Helga Schönborn, die nicht erneut angetreten war. Bei der Direktwahl am 9. Juni 2024 wurde er als einziger Bewerber mit einem Stimmenanteil von 67,6 % wiedergewählt.